# Léon Pasik
Léon Pasik est un footballeur français, né le 22 janvier 1930 à Blénod-lès-Pont-à-Mousson (Meurthe-et-Moselle) et mort le 12 février 1999 à Pompey (Meurthe-et-Moselle).
Il évoluait au poste de milieu de terrain.

## Clubs
- 1948-1952 :  Lille OSC (D1) : 3 matchs, 0 but[2]
- 1952-1953 :  Red Star 93 (D2) : 30 matchs, 3 buts
- 1953-1954 :  Red Star 93 (D2) : 27 matchs, 0 but
- 1954-1955 :  Red Star 93 (D2) : 21 matchs, 0 but
- 1955-1956 :  Red Star 93 (D2) : 23 matchs, 0 but
- 1956-1957 :  Le Havre AC (D2) : 16 matchs, 0 but